# 民主和社会运动
民主和社会运动（阿拉伯语：‎，缩写为MDS）是阿尔及利亚的一个政党。该党创建于1966年，作为阿尔及利亚共产党的延续，当时取名为社会主义先锋党。该党成立后长期处于非法状态，直到1989年取得合法地位。1993年，该党改名为团结，并放弃了共产主义意识形态。一些不同意这一决定的党员另外组建了阿尔及利亚争取民主和社会主义党。1999年，该党改名为民主和社会运动。该党是民主替代公约力量的成员。